# 美幸町 (さいたま市)
美幸町（みゆきちょう）は、埼玉県さいたま市岩槻区の町名。現行行政地名は美幸町のみ。丁目をもたない単独町名である。住居表示実施地区。郵便番号は339-0063。

## 地理
さいたま市岩槻区の中部に位置する。北西側と北東側で大字岩槻に、北西側で大字本宿に、東側から南東側にかけて日の出町に、南西側で西町に隣接する。全域が市街化区域に指定されており、碁盤目状に区画された住宅街となっている。一部が江川土地区画整理事業の施行区域に含まれている。

## 歴史
- 1966年（昭和41年）10月1日 - 住居表示実施により、岩槻市大字岩槻の一部から美幸町が成立[7]。
- 1969年（昭和44年）12月1日 - 町内にあった花火工場で爆発事故が発生。2人死亡、8人が重軽傷、工場の周囲の民家数十戸の窓ガラスが割れる被害。同社は1960年4月にも同様の爆発事故を起こしていた[8]。
- 1988年（昭和63年）7月22日 - 一部を施行区域に含む江川土地区画整理事業の都市計画決定および事業計画決定が告示される[9]。
- 2005年（平成17年）4月1日 - 岩槻市がさいたま市に編入合併され、さいたま市岩槻区の町名となる。

## 世帯数と人口
2017年（平成29年）10月1日時点の世帯数と人口は以下の通りである。
| 町丁   | 世帯数  | 人口    |
| ------ | ------- | ------- |
| 美幸町 | 650世帯 | 1,415人 |

## 小・中学校の学区
市立小・中学校に通う場合、学区（校区）は以下の通りとなる。
| 区域 | 小学校                 | 中学校                 |
| ---- | ---------------------- | ---------------------- |
| 全域 | さいたま市立城北小学校 | さいたま市立城北中学校 |

## 交通

### 鉄道
地内に鉄道は敷設されていない。東武野田線（東武アーバンパークライン）岩槻駅から700 mほどの位置にあり、最寄り駅として利用できる。

### 道路
北西から南東にかけて都市計画道路岩槻蓮田線が計画されているが、未整備となっている。

## 施設
- 美幸町自治会館
- 市立美幸保育園
- 市営龍門寺住宅
- 市営美幸町住宅